# Ford Taurus (Chine)
Cet article concerne la voiture chinoise. Pour la version nord-américaine produite de 1986 à 2019, voir Ford Taurus.
Pour les articles homonymes, voir Ford Taurus.
La Ford Taurus de la génération actuelle est une voiture full-size produite en Chine par Ford par le biais de la co-entreprise Changan Ford pour les marchés chinois et du Moyen-Orient. Ne partageant que sa plaque signalétique avec son homonyme américain de 1986-2019, la Taurus a été développée en collaboration avec Ford Australie.

## Présentation du modèle
Produite par Changan Ford dans l'usine de Hangzhou, les exportations de la gamme de modèles chinois de la Ford Taurus n'ont commencé qu'en 2020, lorsque les exportations vers le CCG (Moyen-Orient) ont commencé,, remplaçant la Taurus produite aux États-Unis.
La Changan Ford Taurus est dérivée de la plate-forme CD4 de Ford tout en ajoutant 99 mm à l'empattement de la Ford Fusion/Ford Mondeo. La Changan Ford Taurus partage également son architecture de plate-forme avec la Lincoln Continental, faisant de la Taurus la berline phare de Ford pour les marchés chinois. Tout en partageant des conceptions de carénage avant et arrière similaires avec la Mondeo, la Taurus a été conçue avec une ligne de toit arrière formelle.
À son lancement, un moteur 4 cylindres en ligne EcoBoost de 2,0 L (une option pour la Taurus de sixième génération) produisant 248 ch (183 kW) et 350 N m est de série avec un moteur V6 EcoBoost de 2,7 L (utilisé dans la Fusion et la Lincoln Continental) produisant 330 ch (242 kW) et 475 N m en option. En 2016, un moteur 4 cylindres en ligne de 1,5 L a été ajouté. Une transmission automatique à 6 vitesses est la seule offre de transmission.

## Lifting de 2019
Un lifting a été introduit en août 2019 pour la Changan Ford Taurus, avec des conceptions avant et arrière redessinées et un nouveau groupe motopropulseur avec un moteur turbo de 2,0 litres développant 248 ch (183 kW) et 390 N m associé à une transmission automatique à 8 vitesses,.